# Himalayakortvinge
Himalayakortvinge (Brachypteryx cruralis) är en nyligen urskild fågelart i familjen flugsnappare inom ordningen tättingar.

## Utseende och läten
Himalayakortvingen är en 13 cm lång marklevande flugsnappare. Hanen har ett iögonfallande vitt ögonbrynsstreck och en svartaktig tygel. Fjäderdräkten i övrigt är nästan helt enhetligt mörkblå ovan och under, på buken något gråare. Den bruna honan har rostorange tygel och mer enhetligt brunaktig undersida än liknande mindre kortvinge (B. leucophrys), vilket också skiljer den från kinesisk kortvinge (B. sinensis).

## Utbredning och systematik
Fågeln förekommer från centrala och östra Himalaya från Uttarakhand och centrala Nepal österut till nordöstra Indien, Myanmar och södra samt centrala Kina (Sichuan söderut till sydöstra Xizang samt nordvästra, västra och sydöstra Yunnan. Vidare påträffas den även österut i nordvästra Thailand, Laos och norra och mellersta Vietnam. Den behandlas som monotypisk, det vill säga att den inte delas in i några underarter.

### Artstatus
Kategoriserades tidigare som underart till Brachypteryx montana som då kallades blå kortvinge på svenska (numera javakortvinge). Den urskiljs dock allt oftare som egen art efter studier från 2018 som visar på tydliga genetiska skillnader mellan de nordliga asiatiska fastlandspopulationerna (cruralis och sinensis) samt den på Taiwan (goodfellowi) å ena sidan och typtaxonet montana på Java å andra sidan. Den senare står dessutom närmare både mindre kortvinge och rostbukig kortvinge. Vidare är skillnaderna stora inom den nordliga gruppen, både vad gäller läten, utseende och genetik. Himalayakortvingen skilde sig från de övriga två för hela 5,8 miljoner år sedan och häckar dessutom sympatriskt med sinensis i Sichuan i Kina.

### Familjetillhörighet
Kortvingarna i Brachypteryx ansågs fram tills nyligen liksom bland andra näktergalar, stenskvättor, stentrastar och buskskvättor vara små trastar. DNA-studier visar dock att de är marklevande flugsnappare (Muscicapidae) och förs därför numera till den familjen.

## Levnadssätt
Fågeln förekommer i buskar och tät undervegetation i mossiga skogar med inslag av ek, gran och rhododendron. Den födosöker på eller strax ovanför marken på jakt efter små insekter, framför allt skalbaggar och fjärilslarver, men även sniglar och maskar. Fågeln häckar mellan maj och juli. Arten är en stannfågel, men rör sig till lägre nivåer vintertid.

## Status och hot
Arten har ett stort utbredningsområde och en stor population, men tros minska i antal på grund av habitatförstörelse, dock inte tillräckligt kraftigt för att den ska betraktas som hotad. Internationella naturvårdsunionen IUCN kategoriserar därför arten som livskraftig (LC).